# Список астероїдів (22801—22900)
| Назва                              | Тимчасове позначення | Дата відкриття  | Місце відкриття                  | Відкривач                   |
| ---------------------------------- | -------------------- | --------------- | -------------------------------- | --------------------------- |
| (22801) 1999 NP39                  | 1999 NP39            | 14 липня 1999   | Сокорро (Нью-Мексико)            | LINEAR                      |
| 22802 Sigiriya                     | 1999 PK6             | 13 серпня 1999  | Станція Андерсон-Меса            | LONEOS                      |
| (22803) 1999 RV                    | 1999 RV              | 4 вересня 1999  | Каталінський огляд               | Каталінський огляд          |
| (22804) 1999 RZ1                   | 1999 RZ1             | 6 вересня 1999  | Вішнянська обсерваторія          | Корадо Корлевіч             |
| (22805) 1999 RR2                   | 1999 RR2             | 6 вересня 1999  | Каталінський огляд               | Каталінський огляд          |
| (22806) 1999 RZ3                   | 1999 RZ3             | 4 вересня 1999  | Каталінський огляд               | Каталінський огляд          |
| (22807) 1999 RK7                   | 1999 RK7             | 3 вересня 1999  | Обсерваторія Кітт-Пік            | Spacewatch                  |
| (22808) 1999 RU12                  | 1999 RU12            | 7 вересня 1999  | Сокорро (Нью-Мексико)            | LINEAR                      |
| 22809 Kensiequade                  | 1999 RL13            | 7 вересня 1999  | Сокорро (Нью-Мексико)            | LINEAR                      |
| 22810 Рават (Rawat)                | 1999 RQ14            | 7 вересня 1999  | Сокорро (Нью-Мексико)            | LINEAR                      |
| (22811) 1999 RS15                  | 1999 RS15            | 7 вересня 1999  | Сокорро (Нью-Мексико)            | LINEAR                      |
| 22812 Рікер (Ricker)               | 1999 RY15            | 7 вересня 1999  | Сокорро (Нью-Мексико)            | LINEAR                      |
| (22813) 1999 RY17                  | 1999 RY17            | 7 вересня 1999  | Сокорро (Нью-Мексико)            | LINEAR                      |
| (22814) 1999 RJ18                  | 1999 RJ18            | 7 вересня 1999  | Сокорро (Нью-Мексико)            | LINEAR                      |
| 22815 Сьюелл (Sewell)              | 1999 RN18            | 7 вересня 1999  | Сокорро (Нью-Мексико)            | LINEAR                      |
| (22816) 1999 RL21                  | 1999 RL21            | 7 вересня 1999  | Сокорро (Нью-Мексико)            | LINEAR                      |
| 22817 Шанкар (Shankar)             | 1999 RC23            | 7 вересня 1999  | Сокорро (Нью-Мексико)            | LINEAR                      |
| (22818) 1999 RX25                  | 1999 RX25            | 7 вересня 1999  | Сокорро (Нью-Мексико)            | LINEAR                      |
| 22819 Девідтао (Davidtao)          | 1999 RY26            | 7 вересня 1999  | Сокорро (Нью-Мексико)            | LINEAR                      |
| (22820) 1999 RM31                  | 1999 RM31            | 9 вересня 1999  | Вішнянська обсерваторія          | Корадо Корлевіч             |
| (22821) 1999 RS33                  | 1999 RS33            | 2 вересня 1999  | Обсерваторія Фарпойнт            | Ґрем Белл, Ґері Гаґ         |
| (22822) 1999 RT35                  | 1999 RT35            | 12 вересня 1999 | Вішнянська обсерваторія          | Корадо Корлевіч             |
| (22823) 1999 RN38                  | 1999 RN38            | 13 вересня 1999 | Вішнянська обсерваторія          | Корадо Корлевіч             |
| 22824 фон Нейман (von Neumann)     | 1999 RP38            | 12 вересня 1999 | Обсерваторія Ондржейов           | Петр Правец, Петер Кушнірак |
| (22825) 1999 RO39                  | 1999 RO39            | 13 вересня 1999 | Обсерваторія Зено                | Том Стаффорд                |
| (22826) 1999 RR42                  | 1999 RR42            | 14 вересня 1999 | Вішнянська обсерваторія          | Корадо Корлевіч             |
| 22827 Arvernia                     | 1999 RQ45            | 8 вересня 1999  | Королівська обсерваторія Бельгії | Тьєрі Повель                |
| 22828 Джейнтомп (Jaynethomp)       | 1999 RF50            | 7 вересня 1999  | Сокорро (Нью-Мексико)            | LINEAR                      |
| 22829 Пейджерін (Paigerin)         | 1999 RH52            | 7 вересня 1999  | Сокорро (Нью-Мексико)            | LINEAR                      |
| 22830 Тінкер (Tinker)              | 1999 RW52            | 7 вересня 1999  | Сокорро (Нью-Мексико)            | LINEAR                      |
| 22831 Треванвурт (Trevanvoorth)    | 1999 RF53            | 7 вересня 1999  | Сокорро (Нью-Мексико)            | LINEAR                      |
| (22832) 1999 RM54                  | 1999 RM54            | 7 вересня 1999  | Сокорро (Нью-Мексико)            | LINEAR                      |
| 22833 Скотт'ю (Scottyu)            | 1999 RR75            | 7 вересня 1999  | Сокорро (Нью-Мексико)            | LINEAR                      |
| (22834) 1999 RL76                  | 1999 RL76            | 7 вересня 1999  | Сокорро (Нью-Мексико)            | LINEAR                      |
| 22835 Рікґарднер (Rickgardner)     | 1999 RT88            | 7 вересня 1999  | Сокорро (Нью-Мексико)            | LINEAR                      |
| 22836 Ліеннраґаса (Leeannragasa)   | 1999 RH89            | 7 вересня 1999  | Сокорро (Нью-Мексико)            | LINEAR                      |
| 22837 Річардкрус (Richardcruz)     | 1999 RR90            | 7 вересня 1999  | Сокорро (Нью-Мексико)            | LINEAR                      |
| 22838 Дарсігемптон (Darcyhampton)  | 1999 RF91            | 7 вересня 1999  | Сокорро (Нью-Мексико)            | LINEAR                      |
| 22839 Річлоуренс (Richlawrence)    | 1999 RW92            | 7 вересня 1999  | Сокорро (Нью-Мексико)            | LINEAR                      |
| 22840 Вільярреал (Villarreal)      | 1999 RB98            | 7 вересня 1999  | Сокорро (Нью-Мексико)            | LINEAR                      |
| (22841) 1999 RK105                 | 1999 RK105           | 8 вересня 1999  | Сокорро (Нью-Мексико)            | LINEAR                      |
| 22842 Альонашорт (Alenashort)      | 1999 RC107           | 8 вересня 1999  | Сокорро (Нью-Мексико)            | LINEAR                      |
| 22843 Стверак (Stverak)            | 1999 RF107           | 8 вересня 1999  | Сокорро (Нью-Мексико)            | LINEAR                      |
| (22844) 1999 RU111                 | 1999 RU111           | 9 вересня 1999  | Сокорро (Нью-Мексико)            | LINEAR                      |
| (22845) 1999 RA115                 | 1999 RA115           | 9 вересня 1999  | Сокорро (Нью-Мексико)            | LINEAR                      |
| 22846 Фредвітакер (Fredwhitaker)   | 1999 RN120           | 9 вересня 1999  | Сокорро (Нью-Мексико)            | LINEAR                      |
| 22847 Утлей (Utley)                | 1999 RO121           | 9 вересня 1999  | Сокорро (Нью-Мексико)            | LINEAR                      |
| 22848 Крісгерріот (Chrisharriot)   | 1999 RJ125           | 9 вересня 1999  | Сокорро (Нью-Мексико)            | LINEAR                      |
| (22849) 1999 RZ125                 | 1999 RZ125           | 9 вересня 1999  | Сокорро (Нью-Мексико)            | LINEAR                      |
| (22850) 1999 RZ126                 | 1999 RZ126           | 9 вересня 1999  | Сокорро (Нью-Мексико)            | LINEAR                      |
| (22851) 1999 RX127                 | 1999 RX127           | 9 вересня 1999  | Сокорро (Нью-Мексико)            | LINEAR                      |
| 22852 Кінні (Kinney)               | 1999 RN129           | 9 вересня 1999  | Сокорро (Нью-Мексико)            | LINEAR                      |
| (22853) 1999 RH130                 | 1999 RH130           | 9 вересня 1999  | Сокорро (Нью-Мексико)            | LINEAR                      |
| (22854) 1999 RY131                 | 1999 RY131           | 9 вересня 1999  | Сокорро (Нью-Мексико)            | LINEAR                      |
| 22855 Доннаджонз (Donnajones)      | 1999 RG139           | 9 вересня 1999  | Сокорро (Нью-Мексико)            | LINEAR                      |
| 22856 Стівенцейхер (Stevenzeiher)  | 1999 RX142           | 9 вересня 1999  | Сокорро (Нью-Мексико)            | LINEAR                      |
| 22857 Гайд (Hyde)                  | 1999 RJ143           | 9 вересня 1999  | Сокорро (Нью-Мексико)            | LINEAR                      |
| 22858 Суесун (Suesong)             | 1999 RV143           | 9 вересня 1999  | Сокорро (Нью-Мексико)            | LINEAR                      |
| (22859) 1999 RF146                 | 1999 RF146           | 9 вересня 1999  | Сокорро (Нью-Мексико)            | LINEAR                      |
| 22860 Френсілемп (Francylemp)      | 1999 RA149           | 9 вересня 1999  | Сокорро (Нью-Мексико)            | LINEAR                      |
| (22861) 1999 RY149                 | 1999 RY149           | 9 вересня 1999  | Сокорро (Нью-Мексико)            | LINEAR                      |
| 22862 Жаніндевіс (Janinedavis)     | 1999 RG152           | 9 вересня 1999  | Сокорро (Нью-Мексико)            | LINEAR                      |
| 22863 Намаркарян (Namarkarian)     | 1999 RJ152           | 9 вересня 1999  | Сокорро (Нью-Мексико)            | LINEAR                      |
| (22864) 1999 RO161                 | 1999 RO161           | 9 вересня 1999  | Сокорро (Нью-Мексико)            | LINEAR                      |
| 22865 Емімоффетт (Amymoffett)      | 1999 RQ173           | 9 вересня 1999  | Сокорро (Нью-Мексико)            | LINEAR                      |
| (22866) 1999 RQ179                 | 1999 RQ179           | 9 вересня 1999  | Сокорро (Нью-Мексико)            | LINEAR                      |
| (22867) 1999 RZ184                 | 1999 RZ184           | 9 вересня 1999  | Сокорро (Нью-Мексико)            | LINEAR                      |
| 22868 Карст (Karst)                | 1999 RX187           | 9 вересня 1999  | Сокорро (Нью-Мексико)            | LINEAR                      |
| 22869 Браянмкфар (Brianmcfar)      | 1999 RP190           | 10 вересня 1999 | Сокорро (Нью-Мексико)            | LINEAR                      |
| 22870 Розінг (Rosing)              | 1999 RO193           | 14 вересня 1999 | Обсерваторія Фаунтін-Гіллс       | Чарльз Джулз                |
| 22871 Елленоей (Ellenoei)          | 1999 RX193           | 7 вересня 1999  | Сокорро (Нью-Мексико)            | LINEAR                      |
| 22872 Вільямвебер (Williamweber)   | 1999 RM194           | 7 вересня 1999  | Сокорро (Нью-Мексико)            | LINEAR                      |
| 22873 Хетерхолт (Heatherholt)      | 1999 RR194           | 7 вересня 1999  | Сокорро (Нью-Мексико)            | LINEAR                      |
| 22874 Хайдіфелпс (Haydeephelps)    | 1999 RO197           | 8 вересня 1999  | Сокорро (Нью-Мексико)            | LINEAR                      |
| 22875 Лейнджексон (Lanejackson)    | 1999 RB198           | 8 вересня 1999  | Сокорро (Нью-Мексико)            | LINEAR                      |
| (22876) 1999 RR198                 | 1999 RR198           | 9 вересня 1999  | Сокорро (Нью-Мексико)            | LINEAR                      |
| 22877 Реджинаміллер (Reginamiller) | 1999 RR200           | 8 вересня 1999  | Сокорро (Нью-Мексико)            | LINEAR                      |
| (22878) 1999 RA202                 | 1999 RA202           | 8 вересня 1999  | Сокорро (Нью-Мексико)            | LINEAR                      |
| (22879) 1999 RJ211                 | 1999 RJ211           | 8 вересня 1999  | Сокорро (Нью-Мексико)            | LINEAR                      |
| 22880 Pulaski                      | 1999 RL224           | 7 вересня 1999  | Станція Андерсон-Меса            | LONEOS                      |
| (22881) 1999 RJ227                 | 1999 RJ227           | 5 вересня 1999  | Обсерваторія Кітт-Пік            | Spacewatch                  |
| (22882) 1999 RV230                 | 1999 RV230           | 8 вересня 1999  | Каталінський огляд               | Каталінський огляд          |
| (22883) 1999 RC231                 | 1999 RC231           | 8 вересня 1999  | Каталінський огляд               | Каталінський огляд          |
| (22884) 1999 RK236                 | 1999 RK236           | 8 вересня 1999  | Каталінський огляд               | Каталінський огляд          |
| 22885 Sakaemura                    | 1999 RS239           | 8 вересня 1999  | Станція Андерсон-Меса            | LONEOS                      |
| (22886) 1999 SB2                   | 1999 SB2             | 18 вересня 1999 | Сокорро (Нью-Мексико)            | LINEAR                      |
| (22887) 1999 SX3                   | 1999 SX3             | 29 вересня 1999 | Вішнянська обсерваторія          | Корадо Корлевіч             |
| (22888) 1999 SL4                   | 1999 SL4             | 29 вересня 1999 | Вішнянська обсерваторія          | Корадо Корлевіч             |
| 22889 Доннаблейні (Donnablaney)    | 1999 SU7             | 29 вересня 1999 | Сокорро (Нью-Мексико)            | LINEAR                      |
| 22890 Рутаелліс (Ruthaellis)       | 1999 SF8             | 29 вересня 1999 | Сокорро (Нью-Мексико)            | LINEAR                      |
| (22891) 1999 SO11                  | 1999 SO11            | 30 вересня 1999 | Каталінський огляд               | Каталінський огляд          |
| (22892) 1999 SV16                  | 1999 SV16            | 29 вересня 1999 | Каталінський огляд               | Каталінський огляд          |
| (22893) 1999 SD18                  | 1999 SD18            | 30 вересня 1999 | Сокорро (Нью-Мексико)            | LINEAR                      |
| (22894) 1999 TW                    | 1999 TW              | 1 жовтня 1999   | Вішнянська обсерваторія          | Корадо Корлевіч             |
| (22895) 1999 TV5                   | 1999 TV5             | 6 жовтня 1999   | Обсерваторія Гай-Пойнт           | Денніс Чесні                |
| (22896) 1999 TU6                   | 1999 TU6             | 6 жовтня 1999   | Вішнянська обсерваторія          | Корадо Корлевіч, Маріо Юріч |
| (22897) 1999 TH7                   | 1999 TH7             | 6 жовтня 1999   | Вішнянська обсерваторія          | Корадо Корлевіч, Маріо Юріч |
| 22898 Фалче (Falce)                | 1999 TF12            | 10 жовтня 1999  | Обсерваторія Ньйоска             | Стефано Спозетті            |
| (22899) 1999 TO14                  | 1999 TO14            | 11 жовтня 1999  | Вішнянська обсерваторія          | Корадо Корлевіч, Маріо Юріч |
| 22900 Труді (Trudie)               | 1999 TW14            | 11 жовтня 1999  | Обсерваторія Фаунтін-Гіллс       | Чарльз Джулз                |

| ← Астероїди 20001—30000 → |             |             |             |             |             |             |             |             |             |
| 20001—20100               | 21001—21100 | 22001—22100 | 23001—23100 | 24001—24100 | 25001—25100 | 26001—26100 | 27001—27100 | 28001—28100 | 29001—29100 |
| 20101—20200               | 21101—21200 | 22101—22200 | 23101—23200 | 24101—24200 | 25101—25200 | 26101—26200 | 27101—27200 | 28101—28200 | 29101—29200 |
| 20201—20300               | 21201—21300 | 22201—22300 | 23201—23300 | 24201—24300 | 25201—25300 | 26201—26300 | 27201—27300 | 28201—28300 | 29201—29300 |
| 20301—20400               | 21301—21400 | 22301—22400 | 23301—23400 | 24301—24400 | 25301—25400 | 26301—26400 | 27301—27400 | 28301—28400 | 29301—29400 |
| 20401—20500               | 21401—21500 | 22401—22500 | 23401—23500 | 24401—24500 | 25401—25500 | 26401—26500 | 27401—27500 | 28401—28500 | 29401—29500 |
| 20501—20600               | 21501—21600 | 22501—22600 | 23501—23600 | 24501—24600 | 25501—25600 | 26501—26600 | 27501—27600 | 28501—28600 | 29501—29600 |
| 20601—20700               | 21601—21700 | 22601—22700 | 23601—23700 | 24601—24700 | 25601—25700 | 26601—26700 | 27601—27700 | 28601—28700 | 29601—29700 |
| 20701—20800               | 21701—21800 | 22701—22800 | 23701—23800 | 24701—24800 | 25701—25800 | 26701—26800 | 27701—27800 | 28701—28800 | 29701—29800 |
| 20801—20900               | 21801—21900 | 22801—22900 | 23801—23900 | 24801—24900 | 25801—25900 | 26801—26900 | 27801—27900 | 28801—28900 | 29801—29900 |
| 20901—21000               | 21901—22000 | 22901—23000 | 23901—24000 | 24901—25000 | 25901—26000 | 26901—27000 | 27901—28000 | 28901—29000 | 29901—30000 |